# Hilmar von Mittelberger
Hilmar Mittelberger, seit 1917 Ritter von Mittelberger (* 19. Dezember 1878 in München; † 22. September 1953 in Schliersee) war ein deutscher General der Infanterie.

## Leben

### Herkunft
Hilmar war ein Sohn des bayerischen Leutnants und Kontrolleurs bei der Inspektion der Militär-Bildungsanstalten Andreas Mittelberger und dessen Ehefrau Mathilde, geborene Schmid.

### Militärkarriere
Nach dem Abitur 1897 am Wilhelmsgymnasium München trat Mittelberger als Freiwillig-Gemeiner in das 13. Infanterie-Regiment „Franz Joseph I., Kaiser von Österreich und Apostolischer König von Ungarn“ der Bayerischen Armee in Ingolstadt ein. Nach dem erfolgreichen Besuch der Kriegsschule avancierte er Ende Oktober 1899 zum Leutnant und absolvierte von 1906 bis 1909 zur weiteren Ausbildung die Kriegsakademie, die ihm die Qualifikation für die Höhere Adjutantur, den Referats- und Eisenbahndienst und sehr bedingt für den Generalstab aussprach. Im März 1910 stieg Mittelberger zum Oberleutnant auf, war von Oktober 1910 bis September 1913 als Adjutant zum Bezirkskommando in Deggendorf und im Anschluss zur Zentralstelle des Generalstabes nach München kommandiert.
Mit der Mobilmachung anlässlich des Ersten Weltkriegs zum Hauptmann befördert, war Mittelberger als Ordonnanzoffizier bei der 6. Infanterie-Division tätig und erlebte die Grenzschlachten in Lothringen sowie die folgenden Kämpfe in Frankreich. Anfang Januar 1915 erfolgte seine Versetzung als Zweiter Generalstabsoffizier zur 8. Reserve-Division und im Jahr darauf kam er als Erster Generalstabsoffizier zur 3. Infanterie-Division unter Generalleutnant von Wenninger. In dieser Eigenschaft wurde Mittelberger für seine Gehilfenleistung während der Schlacht bei Arras und der Schaffung einer tiefgegliederten Abwehrstellung im Abschnitt Monchy am 23. April 1917 durch König Ludwig III. mit dem Ritterkreuz des Militär-Max-Joseph-Ordens beliehen. Mit der Verleihung war die Erhebung in den persönlichen Adelsstand verbunden und er durfte sich nach der Eintragung in die Adelsmatrikel „Ritter von Mittelberger“ nennen.
Von November 1917 bis Juli 1918 war Mittelberger Stabsoffizier in besonderer Stellung bei der 2. Armee und anschließend als Major Erster Generalstabsoffizier beim Generalkommando 63 bei der Besatzungsarmee in Rumänien. Nach Kriegsende befand er sich seit Dezember 1918 in rumänischer Internierung in Kronstadt und von Februar bis Ende Juli 1919 in serbischer Internierung. Mittelberger wurde zum 1. Oktober 1919 in die Vorläufige Reichswehr übernommen, war zunächst Referent im Reichswehrministerium sowie als Taktiklehrer an der Infanterieschule in Wünsdorf, dann in München tätig. Nach seiner Beförderung zum Oberstleutnant war er von März 1923 bis Februar 1925 Bataillonskommandeur im 21. (Bayerisches) Infanterie-Regiment in Bayreuth. Daran schloss sich eine Verwendung als Erster Generalstabsoffizier beim Gruppenkommando 2 in Kassel an, bis er am 17. Januar 1927 als Leiter der Heeres-Organisations-Abteilung (T 2) in das Truppenamt des Reichswehrministeriums wieder nach Berlin versetzt wurde. Hier löste er Werner von Fritsch ab.  Mittelberger avancierte zum Oberst und wurde am 1. Oktober 1929 zum Inspekteur der Waffenschulen (In 1) ernannt, die direkt dem Chef der Heeresleitung Generaloberst Wilhelm Heye unterstellt war. Das war lediglich nur eine Tarnung für die Realisierung von Auslandseinsätzen im Rahmen der in Deutschland verbotenen Luftwaffe. Sein Amt als Abteilungsleiter übernahm Wilhelm Keitel ab Oktober 1929. In dieser Stellung stieg er im März 1930 zum Generalmajor sowie im Januar 1932 zum Generalleutnant auf und schied zum 1. Februar 1933 aus der Reichswehr aus.
Nach seiner Verabschiedung erhielt Mittelberger am 23. Juni 1933 den Charakter als General der Infanterie und war vom 1. März 1933 bis zum 1. Oktober 1939 als Berater der türkischen Regierung und Taktiklehrer an der Kriegsakademie in Istanbul tätig.
Unter dem Titel Wanderer in vier Welten, Lebenserinnerungen 1878–1945 verfasste Mittelberger nach dem Zweiten Weltkrieg seine Memoiren in drei Bänden, die sich als Manuskript im Bundesarchiv-Militärarchiv (N 40/10-12) befinden.

### Familie
Mittelberger hatte sich am 21. September 1903 mit Emma Kapp verheiratet. Aus der Ehe gingen drei Töchter hervor, darunter die Archivarin Frau Dr. Herta Mittelberger.